# Maria Geboortekerk (Nijmegen)

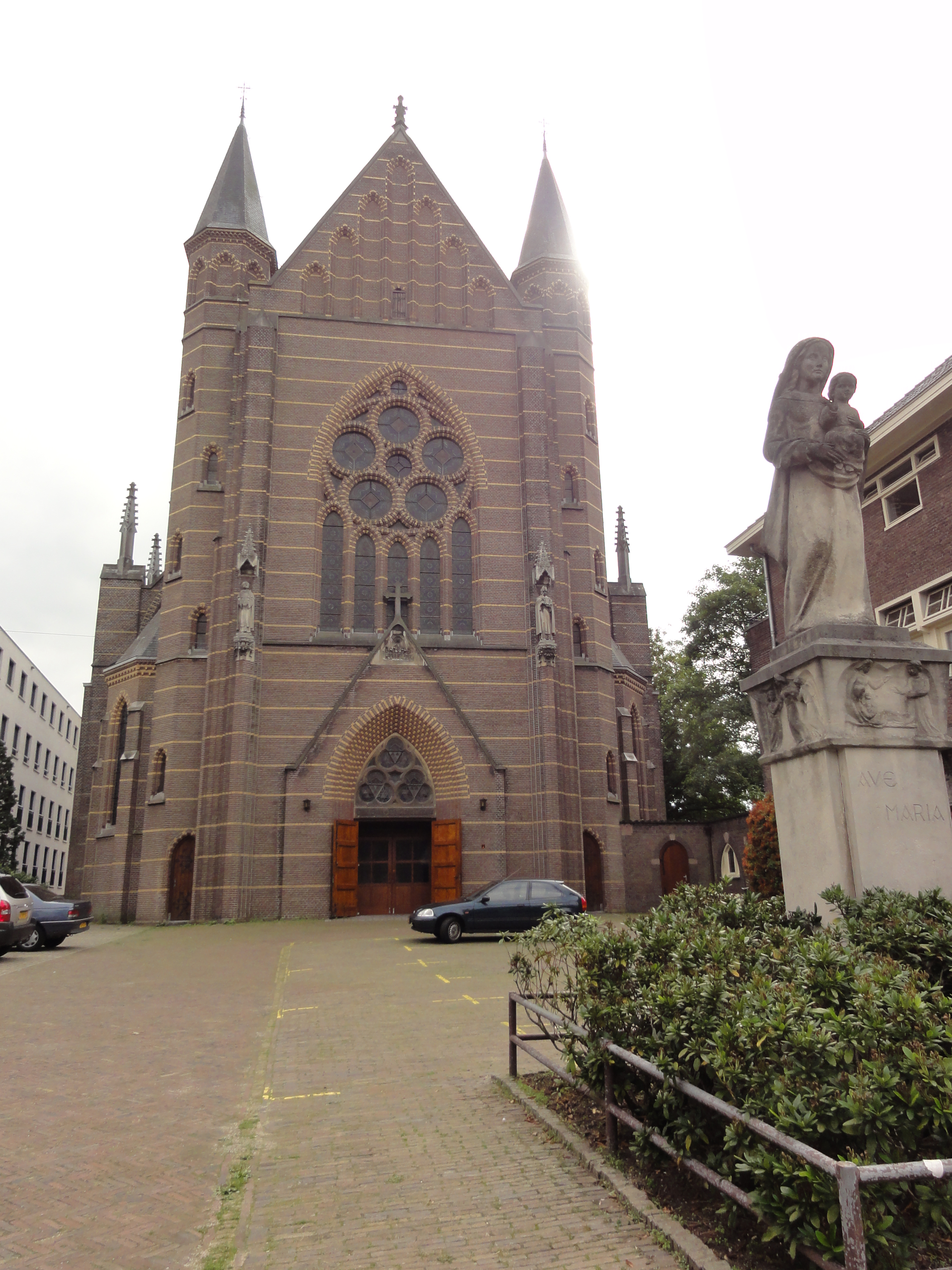
Façade van de Maria Geboortekerk en het Mariabeeld van Meertens, rechts is een stukje van de pastorie te zien

De Maria Geboortekerk is een rooms-katholiek kerkgebouw in Nijmegen. De kerk ligt aan de Berg en Dalseweg en aan het naar de kerk genoemde Mariaplein, en behoort tot de wijk Hunnerberg. Ze is toegewijd aan Maria-Geboorte. De kerk is opgetrokken in neogotische stijl. De architecten waren Johannes en Jules Kayser. Het gebouw is een rijksmonument en behoort tot het beschermd stadsgezicht "19e-eeuwse stadsuitleg". Voor de kerk staat een Mariabeeld van Albert Meertens.

## Bouwgeschiedenis
In 1894 werd op deze plaats een hulpkerkje van de toenmalige Dominicuskerk aan de Broerstraat gebouwd, een ontwerp van Johannes Kayser. Deze hulpkerk bleek echter niet groot genoeg, en al in 1901 werd er een groot neogotisch middenschip voor de lage hulpkerk gebouwd, eveneens door Kayser ontworpen. Hij liet zich inspireren door de vroege Franse gotiek. 
In 1923-1924, nadat de kerk van hulpkerk tot zelfstandige parochiekerk was geworden, bouwde Johannes Kaysers zoon Jules een koor met dwarsschip en een nieuwe façade met twee traptorentjes. Jules Kayser liet zijn ontwerp qua stijl aansluiten bij dat van zijn vader. Naast de kerk werd een parochiehuis gebouwd waar onder meer de verkennerij bij elkaar kwam.
De pastorie van de Maria Geboortekerk werd in 1931 ontworpen door H.M. Zoetmulder in een zakelijke baksteenstijl. De pastorie is tevens een rijksmonument.

## Interieur

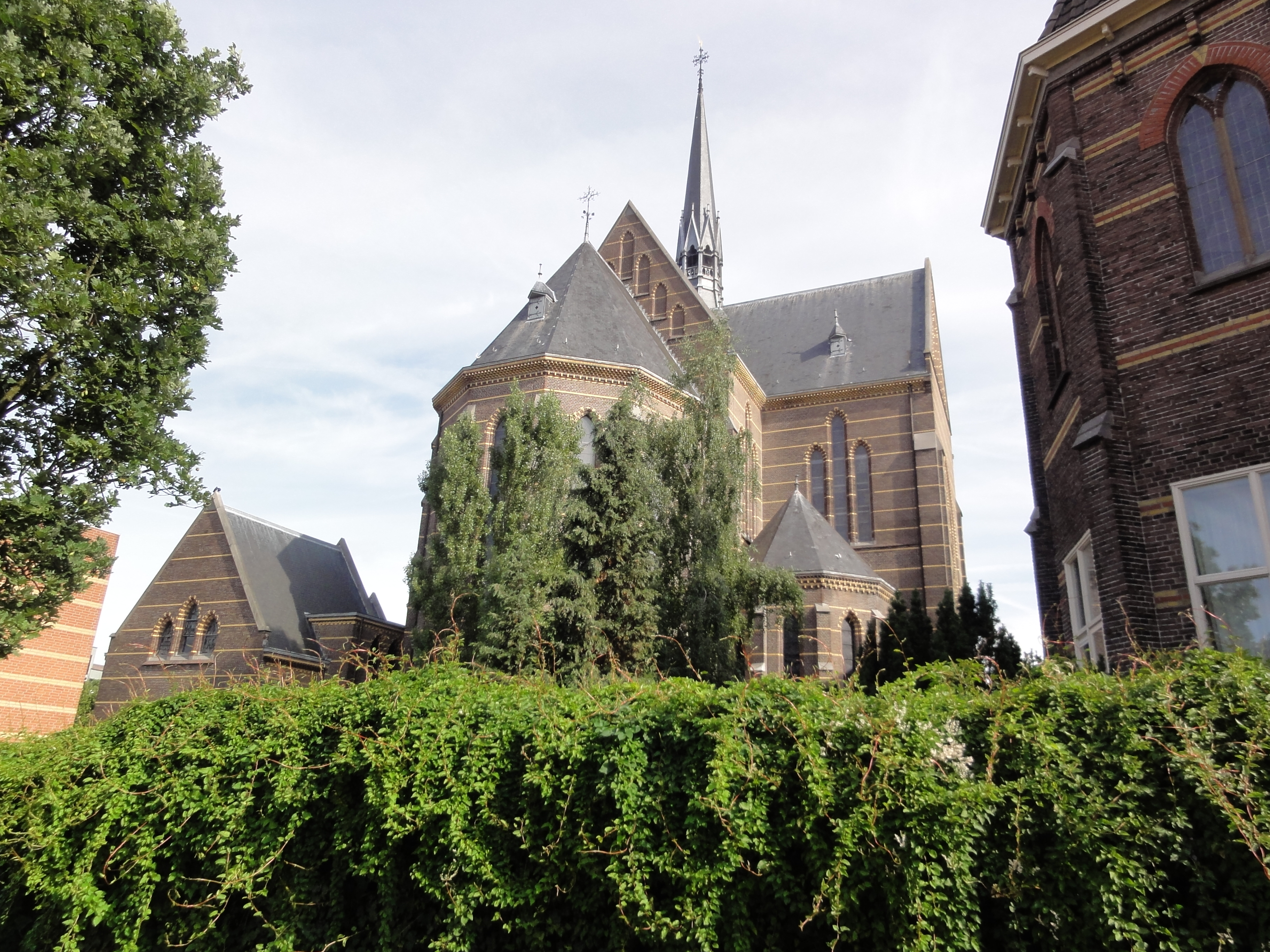
Maria Geboortekerk, achterzijde, met links parochiehuis.

In de kerk bevinden zich nog veel oorspronkelijke neogotische interieurelementen, waaronder tegelvloeren, eikenhouten meubilair en een kruisweg van Jan Dunselman. Van de Nijmeegse edelsmeden gebroeders Arens bezit de kerk een preekstoel, de koperen overhuiving van het hoogaltaar en twee communiebanken.

## Gebruik
De Maria Geboorte Kerk was tot in de jaren zeventig van de 20e eeuw in gebruik als kerk van de paters dominicanen. Naast een hoofdaltaar kende de kerk zes zijaltaren. Deze werden dagelijks benut door de priester-hoogleraren van de Katholieke Universiteit Nijmegen en tijdelijk verblijvende paters en missionarissen voor het opdragen van de mis. Onder hen bevond zich de theoloog Willem Grossouw. Bij de herinrichting van de omgeving voor woningbouw werd het parochiehuis gesloopt. De ruime kelders onder de kerk zijn in gebruik voor kinderopvang, muziekrepetities, discussiegroepen en sociëteitsdoeleinden.